# Spinefarm Records
Spinefarm Records er et pladeselskab med beliggenhed i Helsinki, Finland som hovedsageligt fokuserer på heavy metal-kunstnere. I 1999 blev et datterpladeselskab ved navn Spikefarm Records stiftet af Sami Tenetz fra Thy Serpent.

## Bands
Spinefarm Records består af tre underselskaber: Spinefarm (mainstream heavy metal og hard rock), Candlelight Records (ekstremmetal, black metal og death metal) og Snakefarm (countrymusik, blues og southern rock).

### Spinefarm
- 36 Crazyfists
- Airbourne[1]
- Amaranthe
- Amberian Dawn
- Amorphis
- Anti-Flag
- Atreyu
- Beherit
- Barathrum
- Beto Vázquez Infinity
- The Black League
- Bob Malmström
- Brother Firetribe
- The Browning
- Bullet for My Valentine[2]
- Celesty
- Charon
- Children of Bodom
- ChthoniC
- Crow Mother
- D'espairsRay(kun i Storbritannien)
- Dark Tranquillity
- Darkwoods My Betrothed
- Dayseeker[3]
- Dayshell
- Dead by April
- Diablo Swing Orchestra[4]
- DragonForce
- Dragonlord
- Dreamtale
- Eilera
- Electric Wizard
- Emigrate
- End of You
- Entheos
- Eternal Tears of Sorrow
- Finntroll
- Five Finger Death Punch (kun i USA)
- For My Pain...
- Hangman's Chair
- He is Legend
- Hevein
- Helloween(kun i Storbritannien)
- In Mourning
- Jettblack
- Kalmah
- Killing Joke
- Kiuas
- Kobra and the Lotus
- The Kovenant
- Lullacry
- Machinae Supremacy
- Metsatöll[5]
- Mucc (kun i Storbritannien)
- myGRAIN
- My Passion
- My Ticket Home
- Nightwish
- Nonpoint
- Norther
- One Morning Left
- Pain Confessor
- Puppy
- Reckless Love
- Rotten Sound
- Saint Asonia
- Santa Cruz
- Satyricon
- Saul
- Seether
- Sentenced
- Sethian
- Shining (Nor)[6]
- Shining (Swe)
- Sinergy
- Slaves to Gravity
- Sleep Token
- Soen
- Sonata Arctica
- Swallow the Sun
- Tarja Turunen
- Tarot
- Throne of Chaos
- Thy Serpent
- To/Die/For
- Toothgrinder
- The Treatment
- Turbowolf
- Twilightning
- Von Hertzen Brothers
- Voodoo Six
- Warmen
- Venom
- VRSTY[7]
- We Came as Romans (Europe only)

### Candlelight
- Absu
- Coltsblood
- Black Moth
- Burning The Oppressor
- Daylight Dies
- Demon Lung
- Diablo Swing Orchestra
- Emperor
- Ihsahn
- Khors
- Limbonic Art
- Ninkharsag
- Orange Goblin
- PSOTY
- Shade Empire
- Shrapnel
- Sigh
- Sigiriya
- Throne Of Katarsis
- Ultra Violence
- Vampillia
- Vision of Disorder
- Voices
- Winterfylleth
- Witchsorrow
- Zyklon

### Snakefarm
- Austin Meade
- Billy Gibbons (kun i Storbritannien)
- Broken Witt Rebels
- Brothers Osborne (kun i Storbritannien)
- Eric Church (kun i Storbritannien)
- George Thorogood (kun i Storbritannien)
- Gov't Mule (kun i Storbritannien)
- Hogjaw
- Kendell Marvel (Europa)
- Kip Moore (kun i Storbritannien)
- Tedeschi Trucks Band (kun i Storbritannien)
- The Marcus King Band (kun i Storbritannien)
- The Record Company (kun i Storbritannien)
- The Temperance Movement (USA & Canada)
- Tyler Bryant & The Shakedown
- Whiskey Myers (Europa)